# Лезиньян
Лезинья́н (фр. Lézignan, окс. Lesinhan) — коммуна во Франции, находится в регионе Юг — Пиренеи. Департамент — Верхние Пиренеи. Входит в состав кантона Лурд-Эст. Округ коммуны — Аржелес-Газост.
Код INSEE коммуны — 65271.

## География

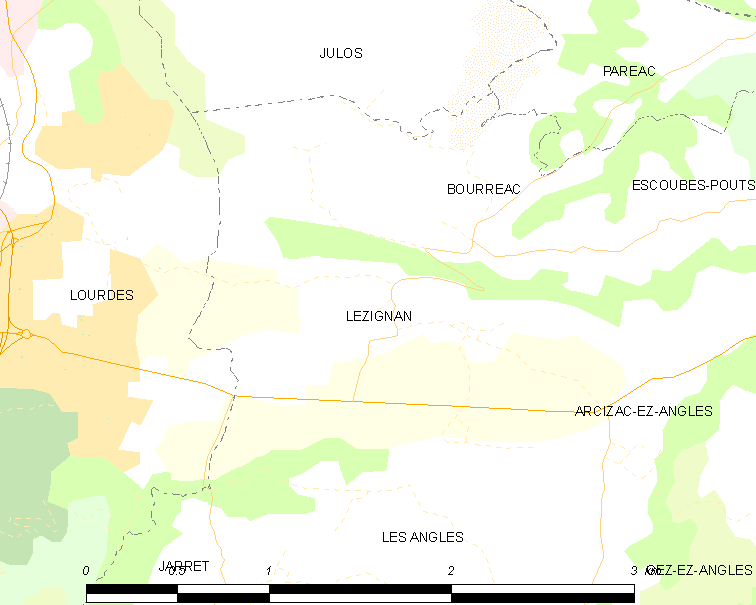
Карта коммуны

Коммуна расположена приблизительно в 670 км к югу от Парижа, в 130 км юго-западнее Тулузы, в 16 км к юго-западу от Тарба.
По территории коммуны протекает река Грав (фр. Graves).

## Климат
Климат умеренно-океанический с солнечной тёплой погодой и обильными осадками на протяжении практически всего года.

## Население
Население коммуны на 2010 год составляло 373 человека.
| 1962 | 1968 | 1975 | 1982 | 1990 | 1999 | 2010 |
| ---- | ---- | ---- | ---- | ---- | ---- | ---- |
| 241  | 244  | 329  | 383  | 431  | 390  | 373  |

## Администрация
| Период | Период | Фамилия         | Партия | Примечания         |
| ------ | ------ | --------------- | ------ | ------------------ |
| 1929   | 1947   | Доминик Микё    |        | фермер             |
| 1947   | 1953   | Жюль Лода       |        |                    |
| 1953   | 1971   | Пьер Сари       |        | фермер             |
| 1971   | 1989   | Проспер Дюффурк |        | военный в отставке |
| 1989   | 1995   | Жан-Клод Кузен  |        | архитектор         |
| 1995   | 2001   | Бернар Винь     |        |                    |
| 2001   | 2014   | Жан-Клод Кузен  |        | архитектор         |
| 2014   | 2020   | Шанталь Морера  |        | профессор          |

## Экономика
В 2010 году среди 238 человек трудоспособного возраста (15-64 лет) 172 были экономически активными, 66 — неактивными (показатель активности — 72,3 %, в 1999 году было 67,1 %). Из 172 активных жителей работали 157 человек (90 мужчин и 67 женщин), безработных было 15 (3 мужчин и 12 женщин). Среди 66 неактивных 12 человек были учениками или студентами, 32 — пенсионерами, 22 были неактивными по другим причинам.

## Фотогалерея

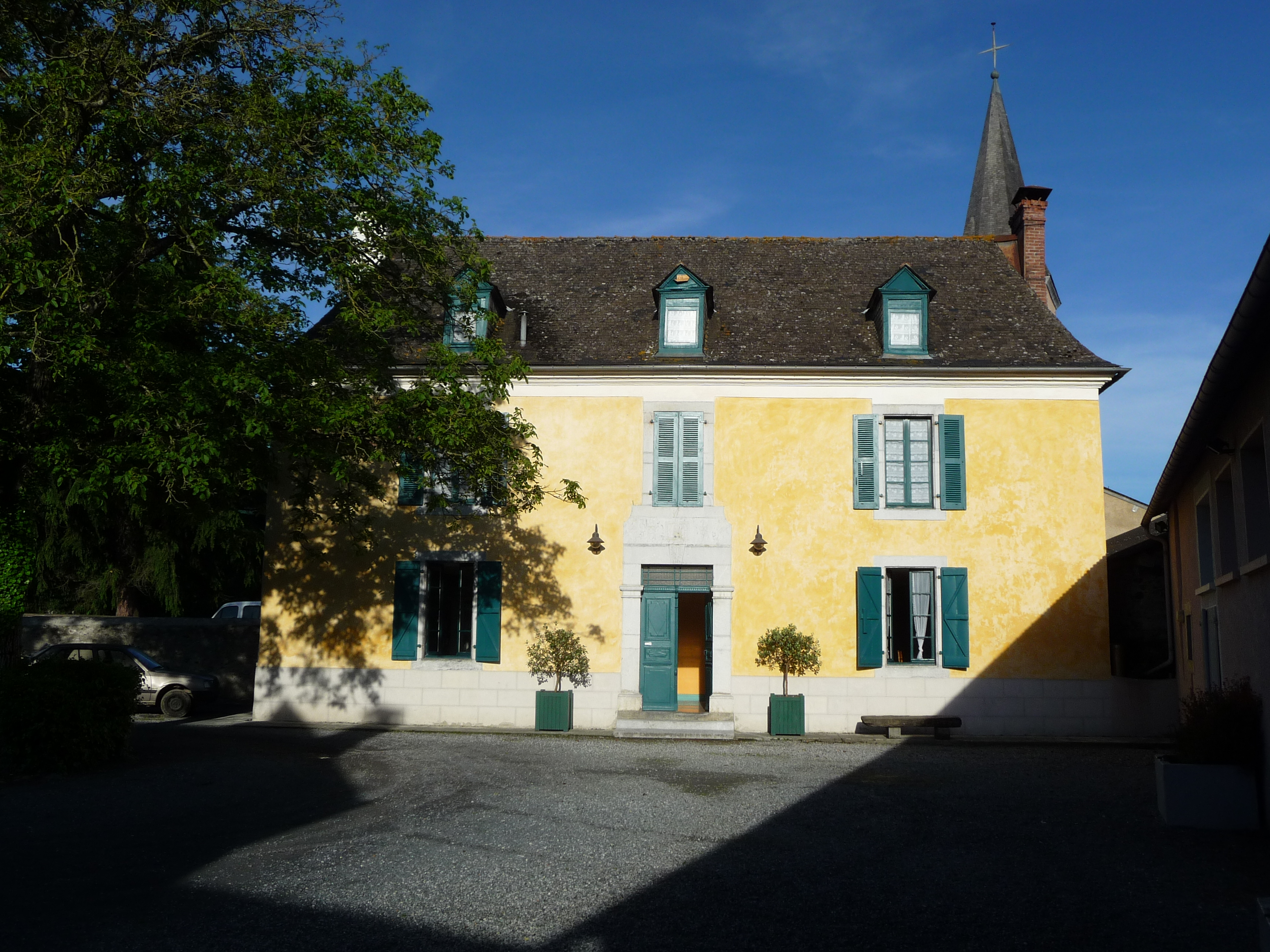
Мэрия
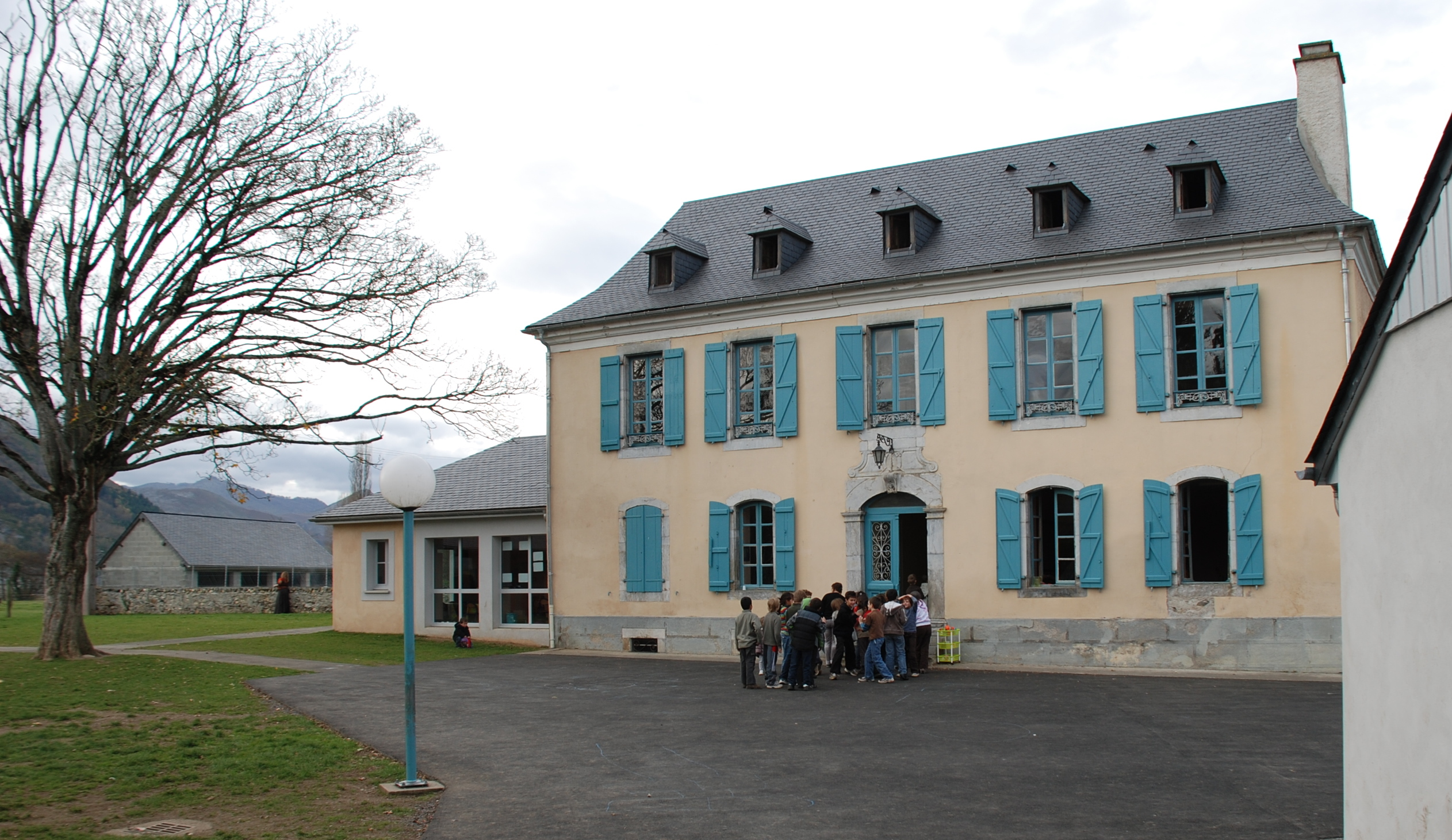
Школа
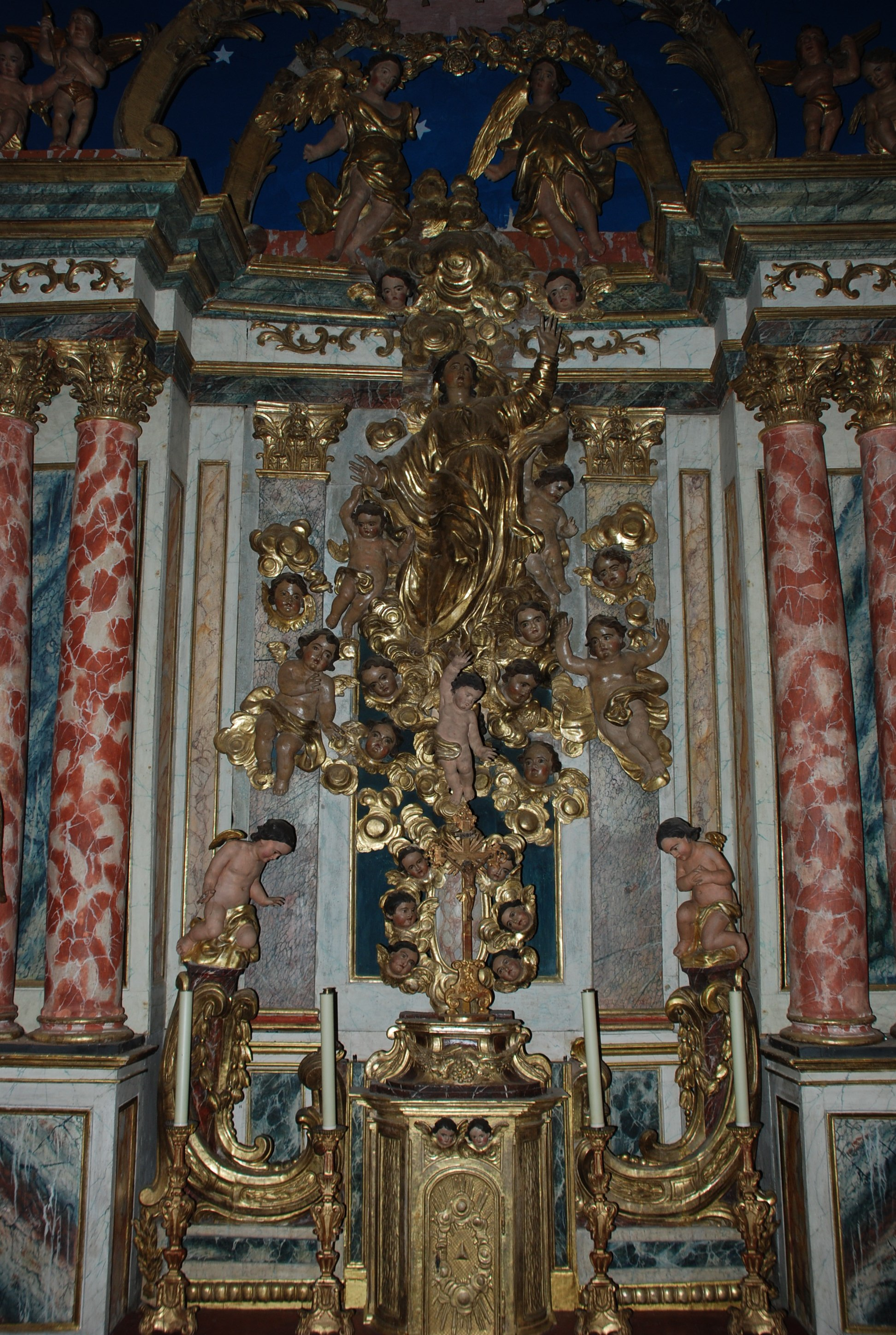
Ретабло церкви
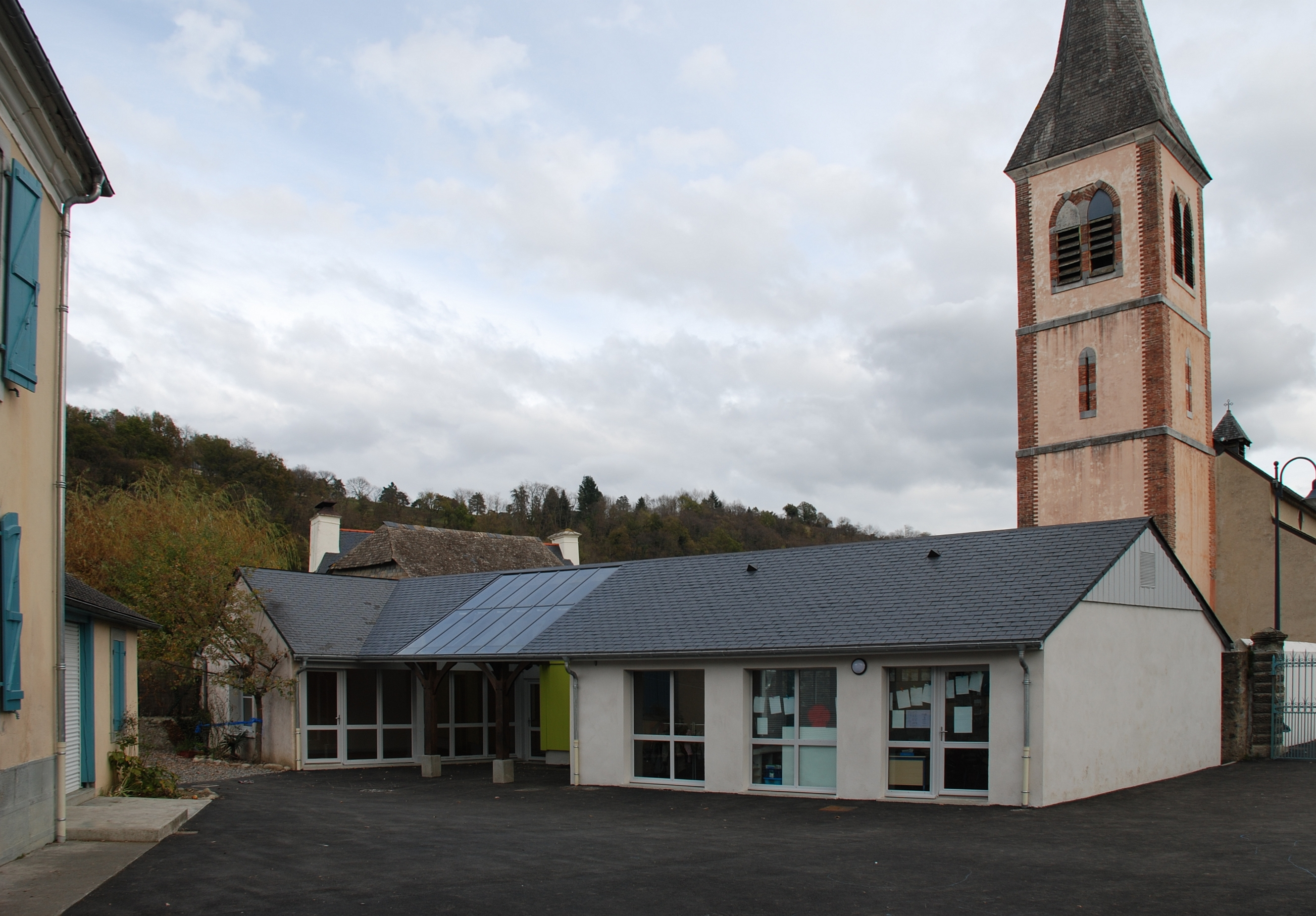
Медиатека